# クイルズ
『クイルズ』（Quills）は2000年製作のアメリカ合衆国の映画である。フィリップ・カウフマン監督。マルキ・ド・サドの晩年を描いた舞台劇の映画化。上映時間123分。

## ストーリー
猥褻な文書を書いたとしてナポレオンの命令で投獄されたマルキ・ド・サド。精神病院に入れられた彼は、金の力で自由を得て執筆も続けていた。しかし彼の小説が小間使いを通して出版され続けていたことが発覚し、彼を矯正するために悪名高いコラール博士が送り込まれ、サドを徹底的に弾圧しようとする。

## キャスト
- ジェフリー・ラッシュ（マルキ・ド・サド）
- ケイト・ウィンスレット（マドレーヌ）
- ホアキン・フェニックス（アッベ）
- マイケル・ケイン（コラール博士）
- ビリー・ホワイトロー（ルセール夫人）
- アメリア・ワーナー（シモーヌ）

## 製作
- 監督：フィリップ・カウフマン
- 製作総指揮:デス・マッカナフ、サンドラ・シュールバーグ
- 脚本：ダグ・ライト（英語版）
- 音楽：スティーヴン・ウォーベック

## パッケージソフト
- DVD『クイルズ 特別編』2002年4月5日発売。20世紀フォックス。